# Fritz Astl
Fritz Astl (* 30. November 1944 in Kössen; † 2. November 2000 in Innsbruck) war ein österreichischer Politiker (ÖVP) und Hauptschuldirektor. Astl war von 1982 bis 1989 Abgeordneter zum Tiroler Landtag und von 1989 bis 2000 Landesrat in der Tiroler Landesregierung.

## Leben
Astl startete seine Karriere als Lehrer in Kössen und stieg bis zum Hauptschuldirektor auf.
Astl starb im 56. Lebensjahr an einem Krebsleiden und wurde am 6. November 2000 auf dem Friedhof in Kössen bestattet. Astl war verheiratet und Vater einer Tochter.

## Politik
Daneben war er bis 1989 neun Jahre lang Bürgermeister in Kössen und vertrat die ÖVP vom 1. September 1982 bis zum 4. April 1989 im Tiroler Landtag. Am 4. April 1989 wurde er zum Landesrat in der Tiroler Landesregierung angelobt, der er bis zu seinem Tod angehörte. Astl gehörte den Landesregierungen Weingartner I, II und III an, wobei er während seiner zweiten Regierungsperiode die Geschäftsfelder Kultur, Schule, Sport, Arbeitsmarkt- und Arbeitnehmerförderung und Naturschutz führte und in seiner letzten Regierungsperiode für den Bereich Bildung zuständig war. 